# آلیس ایساز
آلیس ایساز (فرانسوی: Alice Isaaz‎؛ زاده‌ی ۲۶ ژوئیهٔ ۱۹۹۱) هنرپیشه اهل کشور فرانسه است. وی از سال ۲۰۱۱ میلادی تاکنون مشغول فعالیت بوده‌است.
او در فیلم چشم‌های زرد تمساح‌ها، لحظه‌ای جنون، او و لیدی جی بازی کرده‌است.